# Goszyn (powiat gdański)
Goszyn (niem. Goschin, kaszb. Gòszën) – osada w Polsce położona w województwie pomorskim, w powiecie gdańskim, w gminie Pruszcz Gdański.
We wsi funkcjonuje zespół piłkarski GTS Goszyn.

## Historia
Goszyn podobnie jak większość sąsiednich wsi posiada starożytną metrykę, o której świadczą znaleziska archeologiczne. Odnaleziono tu groby zawierające rzymskie srebrne denary, a w 1893 odkryto grób skrzynkowy z okresu wczesnego żelaza z popielnicami twarzowymi. Jedna z pierwszych pisanych wzmianek o wsi Gosschin(o) dotyczy powinności wojskowych sprawowanych przez wieś na rzecz Krzyżaków i pochodzi z około 1400 roku.
Goszyn był jednym z większych dawnych majątków rycerskich przejętych przez Krzyżaków drogą wykupu od przedstawicieli rycerstwa pomorskiego. Do majątku w Goszynie należał również folwark Chudomin, odnotowany w krzyżackich dokumentach już w 1427 roku, a w 1881 roku włączony do majątku goszyńskiego. Wieś w owym czasie znana była z gorzelni i owczarni liczącej 1200 sztuk owiec. Miejscowi uczniowie uczęszczali do szkoły w pobliskim Bielkówku. W 1427 roku przywilej na osadę uzyskał Mikołaj ze Świńcza, a jego ród od nazwy majątku przyjął nazwisko Goszyńscy. 16 czerwca 1454 roku na mocy przywileju Kazimierza Jagiellończyka wszedł w skład gdańskiego patrymonium. 
Znani są niektórzy właściciele wsi: Bartliński (1570), Czapski (1648), Ferber (1682), Giese (1706). W czasie zaborów folwark należał do skarbu państwa i był wydzierżawiany szlachcie. Właścicielami byli między innymi: Blumenthal, Pruszak, Kirschenstein, Gerwartowski, Ferber, Carl Tiedemann (1753-1768), Owidzki (1768), Ludwik Tiedemann (1789-1814), Heyer (1873).
W 1583 roku we wsi żyło 16 chłopów uczęszczających do kościoła w Pręgowie, w 1856 roku zanotowano 134 mieszkańców, a w 1869 roku – 207 osób mieszkających w 15 budynkach mieszkalnych. 
W roku 1874 kaznodzieja Gehrt przekazał gdańskiemu „Naturforschenden Gesellschaft" żelazną ostrogę odnalezioną przez Arnolda z Goszyna.
Po reformie administracyjnej z 1887 roku obszar dworski, po którym pozostał zespół folwarczny z niewielkim parkiem, stał się częścią powiatu wiejskiego Gdańskie Wyżyny. Dwór uległ zniszczeniu po wojnie, a na jego miejscu postawiono biurowiec zakładu rolnego. Siedziba obwodu i urząd stanu cywilnego mieściły się na miejscu. Kościół ewangelicki znajdował się w Lublewie Gdańskim, a katolicki w Pręgowie. W 1920 roku istniejąca od 15 lat królewska domena i obwód Goszyn stały się częścią Wolnego Miasta Gdańska i powiatu Gdańskie Wyżyny. 
W latach 1975–1998 miejscowość administracyjnie należała do województwa gdańskiego.
W roku 1967 mieszkaniec Goszyna Grzegorz Faralich został mistrzem Polski w konkursie orek.

## Zabytki
Według rejestru zabytków NID na listę zabytków wpisany jest zespół folwarczny z XIX/XX w. przy ul. Derkowskiego, nr rej.: A-1517 z 15.02.1995:
- dwór
- spichlerzyk
- budynek gospodarczy
- stajnia
- obora z magazynem zbożowym (nie istnieje)
- brama (słupy ceglane)
- park.